# Petronela Biksadská
Petronela Biksadská est une ancienne joueuse slovaque de volley-ball née le 4 octobre 1982 à Malacky (Slovaquie). Elle mesure 1,85 m et jouait au poste de réceptionneuse-attaquante. Elle a totalisé 114 sélections en équipe de Slovaquie.

## Clubs
| Club            | De        | À         |
| --------------- | --------- | --------- |
| SH Senica       | 1999-2000 | 2001-2002 |
| VK UP Olomouc   | 2002-2003 | 2004-2005 |
| VK Oms Senica   | 2005-2006 | 2006-2007 |
| Karşıyaka İzmir | 2007-2008 | 2008-2009 |
| VK Prostějov    | 2009-2010 | 2009-2010 |

## Palmarès
- Championnat de Slovaquie
  - Vainqueur : 2006, 2007.